# Devin Graham
Devin Michael Graham (* 29. Juli 1983 in Salt Lake City) ist ein US-amerikanischer Filmemacher, Kameramann, Fotograf, Editor und Blogger. Er wurde bekannt unter seinem Künstlernamen Devin Super Tramp auf YouTube, wo er regelmäßig seine – anfangs amateurhaften, inzwischen professionellen – Filmprojekte veröffentlicht. Dabei ist er vor allem dafür bekannt, zahlreiche Freizeit- und Extremsportarten aktionsreich in Szene zu setzen, darunter den Jetlev-Flyer, eine überdimensionierte Seilschaukel unter einem Canyon, oder „menschliche Steinschleudern“. Mit über 5 Millionen Abonnenten und Videos mit mehr als 1,1 Milliarden Aufrufen (Stand: 23. Dezember 2018) besitzt er einen der erfolgreichsten Kanäle auf YouTube. Auf seinem Zweitkanal „TEAMSUPERTRAMP“, früher „devingraham“, zeigt er, was hinter der Kamera passiert und wie seine Videos auf dem Hauptkanal „devinsupertramp“ entstehen. Sein zweiter Kanal hat über 950.000 Abonnenten und mehr als 128 Millionen Aufrufe (Stand: 23. Dezember 2018). Zudem existiert ein dritter Kanal namens Chrono, mit über 19.000 Abonnenten (Stand: 23. Dezember 2018), auf dem Zeitlupen Aufnahmen die während diverser Dreharbeiten entstanden, hochgeladen werden.
Er hat mit der Produktion ihrer Musikvideos erheblich zum Erfolg der Violinistin Lindsey Stirling beigetragen.

## Leben
Graham studierte Film an der Brigham Young University, brach das Studium allerdings zusammen mit seinem Zimmerkollegen Jeff Harmon ab, um mehr Zeit für ihre Projekte zu haben. Er ist Mitglied der Kirche Jesu Christi der Heiligen der Letzten Tage (auch bekannt als Mormonen). In seinen Youtube-Videos wird, bis auf seit Anfang 2015 regelmäßigen Vlogs, jedoch kein Fokus auf Grahams Privatleben geworfen. Auf seinem Blogspot-Profil jedoch beurteilte er sich selber als in der Schule immer sehr schüchtern. Er schrieb außerdem über mehrere Unfälle beim Snowboarden, die ihn stark mitnahmen, und er heute dadurch immer noch Respekt vor extremen Sportarten hat, weshalb er sich seitdem darauf konzentriert hauptsächlich hinter der Kamera zu sein. Auch wird in den Videos mehrmals seine Höhenangst erwähnt.
Seit August 2016 ist Graham mit seiner langjährigen Freundin Megan Smee verheiratet. Ihre Hochzeit wurde auf Grahams YouTube-Kanal dokumentiert.

## Werdegang und erste Filmprojekte
Erste Filmprojekte waren der Kurzfilm „Tallawah“ und „Passion“, die Graham in seiner Heimatstadt Salt Lake City vorführte. Zudem war eines seiner ersten sehr erfolgreichen Produktionen, ein Werbespot für Orabrush, einen Hersteller für Zahn-Hygiene Artikel, der auf Youtube mit über 24 Millionen Aufrufen, sehr bekannt wurde.

## Zusammenarbeiten
Nachdem Graham seine Professionalität steigerte, wurden zahlreiche Unternehmen wie Mountain Dew, Bear Naked, Gopro, Glidecam Industries, Ubisoft, Vooray und Adobe Inc. auf ihn aufmerksam. Dazu trug auch seine Kurzfilmreihe „Assassin’s Creed - Parkour“ bei, durch deren Popularität Ubisoft mehrmals mit ihm zusammenarbeitete. Die Kurzfilme zu Assassin’s Creed wurden jedes Mal mit erfahrenen Freerunnern gedreht und erreichten Klickzahlen von bis zu 50 Millionen Klicks. Ubisoft arbeitete erneut mit ihm, bei der Verwirklichung der Projekte „Watch Dogs Parkour in Real Life in 4K“ und Far Cry 4 in Real Life - First Person with GoPro4 in 4K! zusammen. Ebenso erfreute Graham sich an der Zusammenarbeit mit dem amerikanischen Schwebestativ-Hersteller Glidecam Industries. Mithilfe derer wurde 2015 ein Schwebestativ Modell mit dem Namen „Devin Graham Signature Series“ auf den Markt gebracht. Das Modell wurde von seinem Namensgeber ausgiebig auf einer Weltreise getestet und auf der NAB 2015, einer Messe für Videotechnik in Las Vegas, vorgestellt.

## Team Supertramp
Die Youtube-Kanäle „Devinsupertramp“ und „Devin Graham“, wurden lange Zeit von Graham selbst geleitet. Nach nicht sehr langer Zeit übernahm das Filmen der Videos für den Kanal „Devingraham“ ein amerikanischer Youtube Blogger namens Jace Leroy. Nicht viel später aber, wurde diese Aufgabe auf den bis dato Hobby-Kameramann Parker Walbeck übertragen. Walbeck verfolgte lange Zeit die Videos von „Devinsupertramp“ nur, bis die beiden sich jedoch trafen und nun andauernd zusammen Videos produzieren. Parker Walbeck agiert hier in der Regel als Schnittassistent, zweiter Cinematograph und auf manchen Drehs auch als Regisseur. Mittlerweile wird die Arbeit der beiden durch Dakota Walbeck, Bruder von Parker, und Carter Hogan unterstützt, welche seit Anfang 2014/2015 auf Graham’s Zweitkanal zu sehen sind. Auch ist Jacob Schwarz, ein Freund aus Studentenzeiten, des Öfteren als Produzent an der Seite von Graham zu sehen. Wie schon erwähnt, entstehen während der Dreharbeiten regelmäßig Zeitlupen-Aufnahmen, diese werden in unregelmäßigen Zeitabständen von Teamsupertramp auf dem Kanal „Chrono“ hochgeladen. Nach seiner Hochzeit im Sommer 2015 hat sich Parker Walbeck dazu entschieden Team Supertramp zu verlassen, was von Devin unterstützt wurde. Ergänzt wurde das Team durch Nick Sales und Tyson Henderson. Mittlerweile hat Team Supertramp eine solche Größe erreicht, dass das Team 2015 in ein eigenes Bürogebäude einzieht.